# Mario Casariego y Acevedo

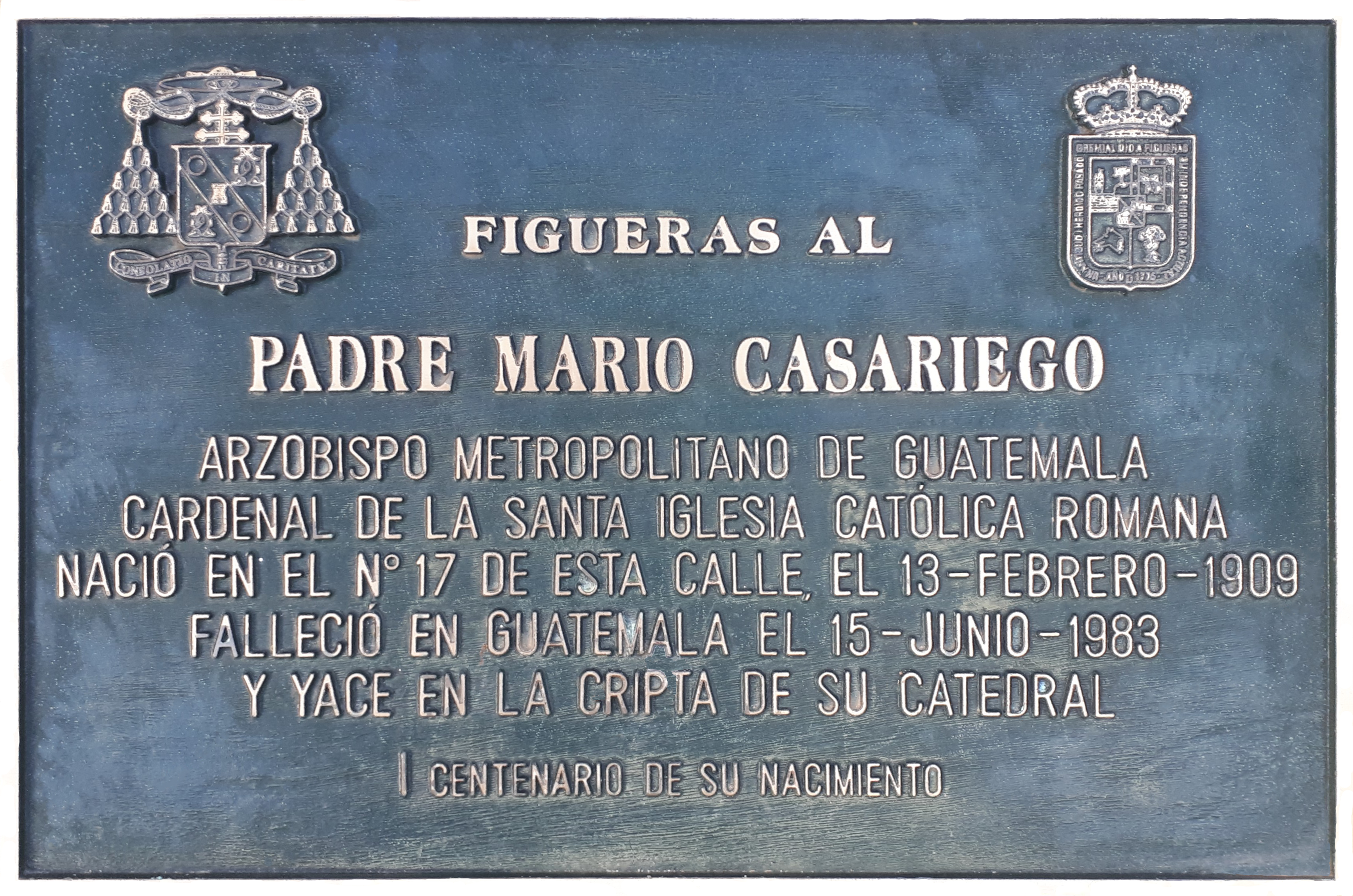
Figueras, Castropol.

Mario Casariego y Acevedo (ur. 13 lutego 1909 w Figueres de Castropol w Hiszpanii, zm. 15 czerwca 1983 w Gwatemali) – gwatemalski duchowny katolicki, kardynał, arcybiskup metropolita Gwatemali, zakonnik ze Zgromadzenia Ojców Somasków.

## Życiorys
Wcześnie osierocony przez rodziców opuścił kraj i udał się do Salwadoru, gdzie w 1924 roku wstąpił do Zgromadzenia Ojców Somasków. Nowicjat i studia teologiczne odbył w Rzymie, a teologię studiował w Salwadorze. Święcenia kapłańskie otrzymał 19 lipca 1936 roku. Przez wiele lata pracował w sierocińcu w La Ceiba prowadzonym przez zgromadzenie. W 1957 roku został wiceprofincjałem oo. somasków w Salwadorze. 15 listopada 1958 roku Jan XXIII mianował go biskupem tytularnym Pudentiana i biskupem pomocniczym Gwatemali. Uczestniczył we wszystkich sesjach Soboru Watykańskiego II. 22 września 1963 roku został arcybiskupem tytularnym Perge i koadiutorem arcybiskupa Gwatemali, rok później zaś, 12 grudnia 1964, zasiadł na tej stolicy jako arcybiskup. W 1968 roku przez kilka dni był więziony przez partyzantów. Paweł VI na konsystorzu 28 kwietnia 1969 roku wyniósł go do godności kardynalskiej z tytułem prezbitera Santa Maria in Aquiro. Uczestniczył w obydwu konklawe w 1978 roku. Usilnie zabiegał o ułaskawienie przez władze gwatemalskie 5 osób skazanych na śmierć i niepowodzenie tej misji doprowadziło do zawału serca i śmierci 15 czerwca 1983 roku.